# 新潟県道198号青柳高田線

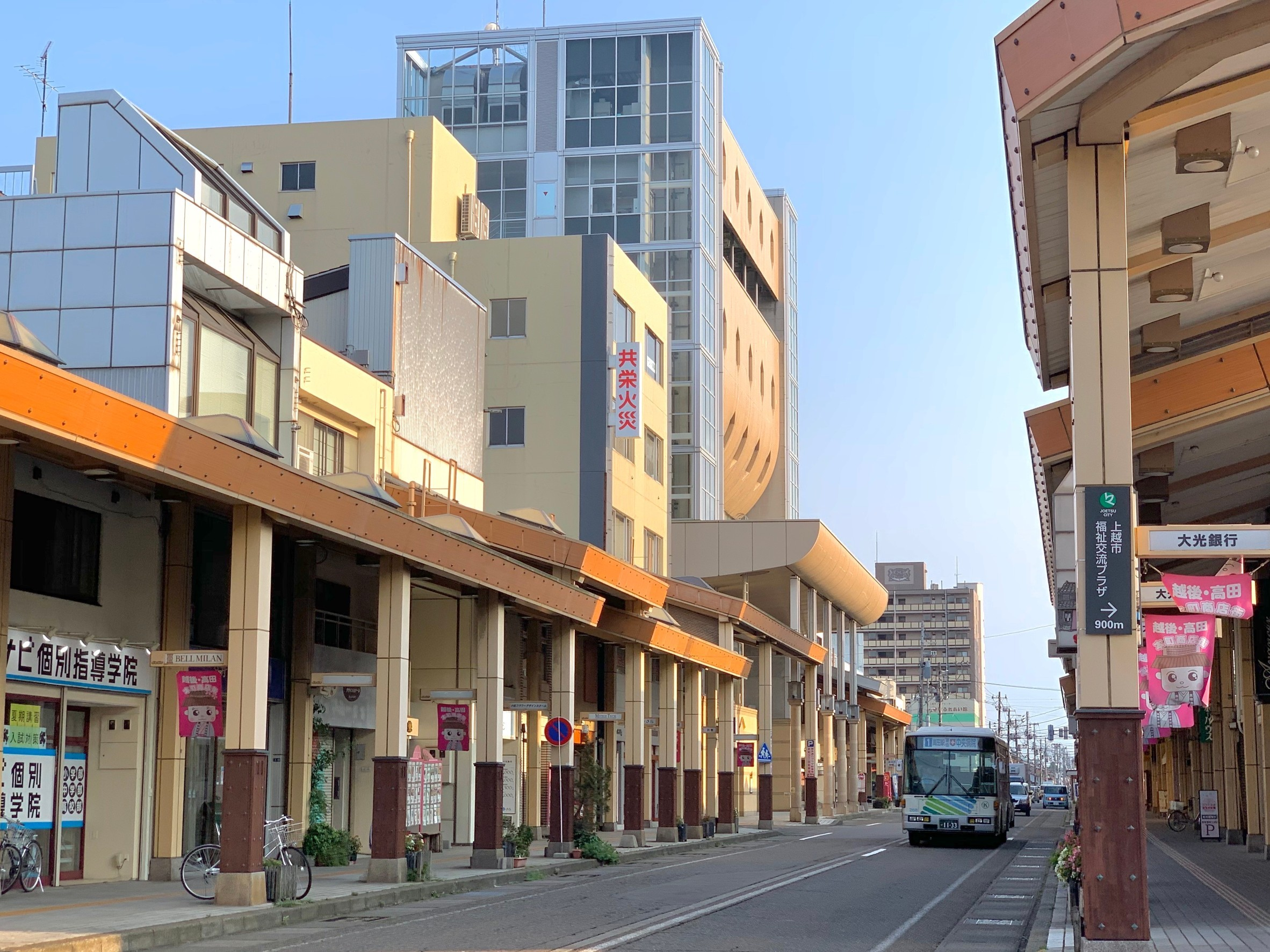
高田市街、本町3丁目付近（本町通り）、2020年8月

新潟県道198号青柳高田線（にいがたけんどう198ごう あおやなぎたかだせん）は、新潟県上越市清里区から同市（高田市街）に至る一般県道。

## 概要
- 陸上距離：
- 起点：新潟県上越市清里区青柳字関町
- 終点：新潟県上越市幸町150番4[1]（幸町交差点＝県道13号交点）

上越市清里区の山間部と古くからの商店街である高田本町を結ぶ一般県道
清里区内の主要道路で沿線には清里区総合事務所などの行政機関が並ぶ。
旧上越市内では、南本町二丁目交差点-本町七丁目交差点間は、雁木通りやアーケードの商店街が並ぶ。また、同区間は、駐車違反取締り重点区間でもある。

## 通過する自治体
- 新潟県
  - 上越市

## 重複区間
- 新潟県道184号三和新井線（荒牧地内）

## 主な接続路線
- 上越市
  - 新潟県道184号三和新井線（荒牧地内）

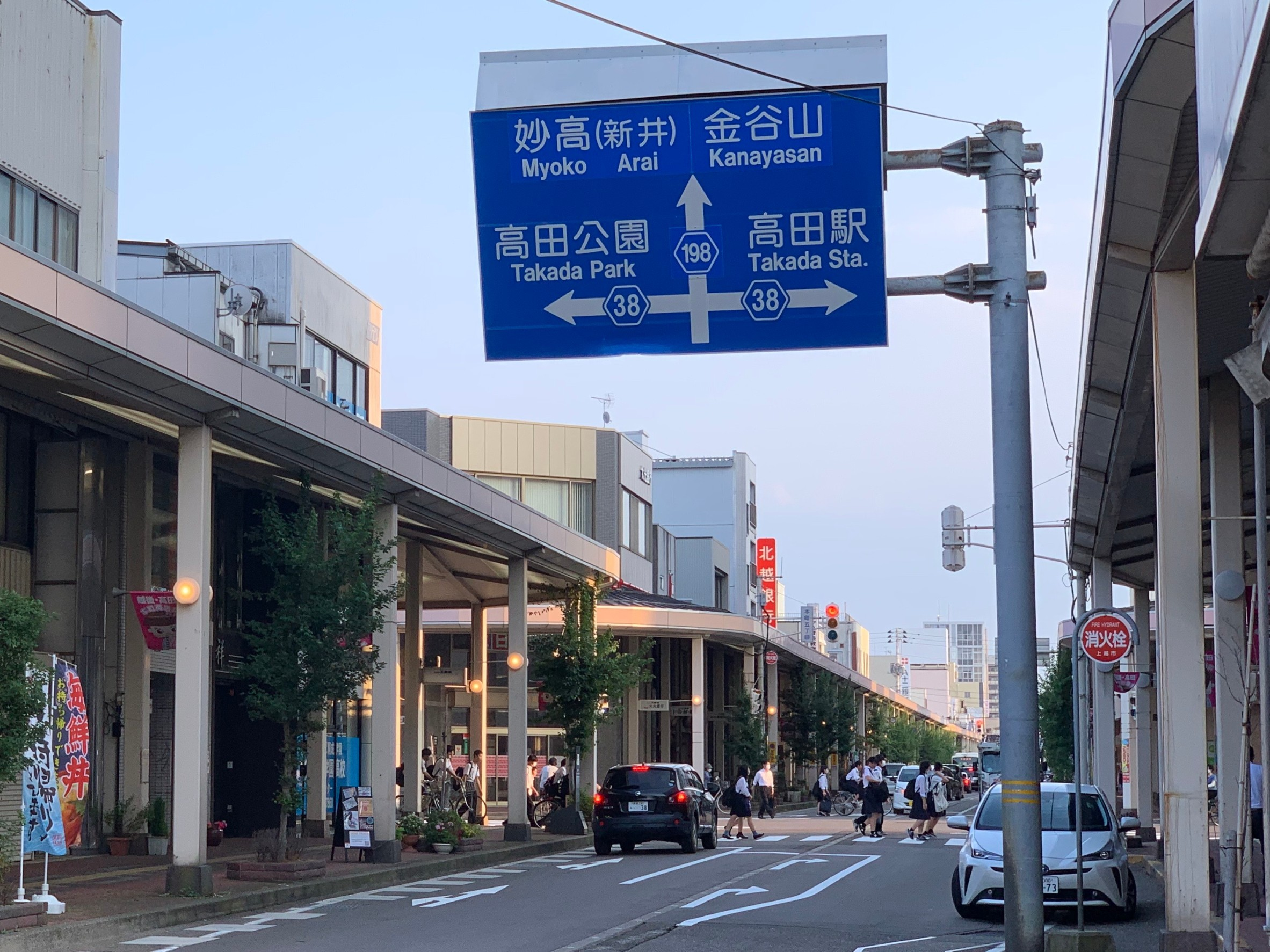
県道38号（駅前通り）との交差点（2020年8月）

  - 新潟県道30号新井柿崎線（下稲塚交差点）
  - 新潟県道186号板倉直江津線（天野原新田地内）
  - 国道18号〈上新バイパス〉（今池交差点）
  - 新潟県道579号上越脇野田新井線（南本町二丁目交差点）
  - 新潟県道199号横畑高田線（本町4丁目地内＝大和デパート脇）
  - 新潟県道38号高田停車場線（本町五丁目交差点）
  - 新潟県道13号上越安塚柏崎線（幸町交差点）

## 別名・通称
- 本町通り（本町一丁目交差点 - 本町七丁目交差点）
- 雁木通り（南本町二丁目交差点 - 本町七丁目交差点）